# Cómo te extraño corazón
«Cómo te extraño corazón» es el quinto y último sencillo del álbum Sueños líquidos de la banda de rock mexicana Maná. En la semana del 28 de noviembre de 1998 debutó en el número 31 de los U.S. Billboard Hot Latin Tracks. Se mantuvo un total de 2 semanas.

## Posiciones en la lista
| Lista (1998)                   | Posición |
| ------------------------------ | -------- |
| US Billboard Hot Latin Tracks  | 31       |
| US Billboard Latin Pop Airplay | 16       |